# Perpète Delcloche
Perpète Delcloche, né à Dinant le 20 octobre 1671 et mort à Paris en 1767, est un peintre liégeois du XVIIIe siècle. Il est le fils de Pierre Delcloche et le frère de Paul-Joseph Delcloche.

## Famille
Perpète Joseph Delcloche, maître peintre à Paris, domicilié sur le pont Notre-Dame dans la paroisse Sainte-Madeleine en la Cité épouse Marie Anne Masson.
Parmi ses enfants :
- Marie Angélique, née et décédée en 1743, a vécu 1,5 mois
- Mathieu Joseph, né vers 1744, chirurgien à l'Hôtel-Dieu de Paris
- Marie Louise Angélique, née vers 1746, épouse Pierre Renault, ferblantier à Paris, demeurant rue de la Monnaie (?), paroisse Saint-Germain l'Auxerrois.
- Anne Charlotte, épouse Hugues Louis Laporte (maître peintre à Paris). Ils demeurent rue de la Calandre à Paris.
- Marie Anne Gabrielle, épouse Jean Jacques Saureau, maître peintre à Paris. Ils demeurent sur le pont Notre-Dame, paroisse Sainte-Madeleine en la Cité.

## Décès
Avant le 2 janvier 1768, la preuve de son décès apparaît dans le Registres de tutelles de Paris.
Au 2 janvier 1768, un conseil de parents et amis se réunit pour signer une autorisation d'inventaire du défunt au nom de deux de ses enfants « mineurs » (Mathieu Joseph 23,5 ans et Louise Angélique 21,5 ans).
Les signataires :
- Marie Anne Masson, femme du défunt, mère et tutrice des enfants
- Antoine Masson, écuyer, Sieur de Toury demeurant à Paris, rue de la Harpe, paroisse St-Séverin, oncle maternel
- Pierre Joseph Develette, maître chirurgien à Saint-Denis en France demeurant à Paris, cousin paternel
- Jean Jacques Saureau, maître peintre à Paris. Ils demeurent sur le pont Notre-Dame
- Jean Joseph Martur (Martin?), peintre à Paris
- Marcel Defido (?), dessinateur à Paris, demeurant rue de la Harpe
- Louis François Marie, bourgeois de Paris
- Toussaint Emery Bingant, maître orfèvre à Paris, ami
- Jean Louis De la Tour, ciseleur à Paris, oncle maternel par Charlotte Masson, sa femme